# Marcello Venusti
Marcello Venusti (Mazzo di Valtellina, 1510 – Roma, 15 ottobre 1579) è stato un pittore italiano, attivo nell'età del Rinascimento.

## Biografia
Detto anche "de Nosta", "de Voltulina", ebbe una primissima formazione lombarda (da Leonardo a Correggio); dopo l'alunnato nella bottega di Perino del Vaga in cui imparò i principi raffaelleschi della pittura aggiunse alla sua arte, anche per un diretto contatto con i protagonisti di questa corrente (Michelangelo e Sebastiano del Piombo), una forte e fondamentale suggestione michelangiolesca, interpretata in chiave di pietismo controriformistico (I Misteri del Rosario, Roma, Basilica di Santa Maria sopra Minerva; Pietà, Roma, Galleria Borghese). 

## Opere
Tra le prime opere va ricordata la tela con Sant'Antonio da Padova in adorazione di Gesù all'istituto portoghese di Sant'Antonio a Roma, in origine pala maggiore dell'altare della chiesa di Sant'Antonio. L'opera è eseguita tra il 1548 e il 1549.
Inizia la sua attività di copista di Michelangelo, realizzando una copia del Giudizio universale sistino, commissionata dal cardinale Alessandro Farnese nel 1549 e conservata al Museo nazionale di Capodimonte di Napoli.
In diversi lavori il Venusti trae ispirazione da alcuni disegni di Michelangelo, forse ottenuti per tramite Tommaso de' Cavalieri. Ne spoglia gli eccessi fisici, mantenendone però la forte innovazione in senso manieristico nelle torsioni e nei movimenti a spirale dei personaggi. Tra questi dipinti ci sono L'Annunciazione della Sacrestia Vecchia nella Basilica di San Giovanni in Laterano, databile 1550-1555, e La Resurrezione di Cristo alla Pinacoteca Civica di Forlì.
Sempre su disegno del maestro Michelangelo, ottenuto dal fedele servitore Francesco Amadori, vi è la nota Crocefissione, passata in proprietà di collezionisti illustri dai Duchi di Urbino, a quelli di Ferrara, degli Aldobrandini, ai Della Rovere, ai Principi Borghese, ai Principi Colonna, ai Bonaparte, ed alla Famiglia Reale dei Borbone.
Federico Zeri vedrà nelle opere del Venusti:
Della fine degli anni cinquanta sono due versioni della Sacra Famiglia, una alla Galleria Borghese, una inviata al Santuario della Madonna delle Grazie di Grosotto. Nelle due opere sono ripresi moduli raffaelleschi; la seconda sarà a sua volta il modello per un affresco di Cipriano Valorsa, dipinto sulla facciata di casa Valorsa a Grosio.
L'opera più nota e importante della produzione venustiana, considerata il manifesto dell'arte sacra della Controriforma, è San Bernardo di Chiaravalle che conculca il demonio (Pinacoteca Vaticana), realizzata nell'anno di chiusura del Concilio di Trento, il 1563.
La chiesa romana che conserva in numero maggiore sue opere è Santa Maria sopra Minerva: dal San Giacomo del 1570 alla Madonna con Bambino fra i Santi Pietro e Paolo nel Palazzo dei Conservatori, alla decorazione della Cappella Capranica tra il 1573 e il 1579, al Noli me tangere eseguito dal maestro poco prima della morte.

## Fortuna critica
Nel XIX secolo e fino alla seconda metà del Novecento la sua figura venne accantonata, Venusti era visto come un semplice affiliato al Manierismo, un imitatore di Michelangelo. L'artista fu ampiamente riabilitato da Federico Zeri; e solo negli ultimi anni è stato studiato in modo più approfondito, inserendolo in un ambito storico e critico scevro da giudizi preconcetti.
Claudio Strinati l'ha definito sacerdote laico della pittura accentuandone il legame con la Controriforma, per cui la sua opera divenne paradigma di arte devozionale.

## Il dilemma dell'origine
Giorgio Vasari nell'edizione Giuntina delle sue Vite, lo farà nascere a Mantova, così come il Coddé.
Dal XVIII è invece indicata la sua origine comasca, dove per "comasca" non si intese mai Como (come la critica posteriore invece lesse erroneamente), ma una località indefinita appartenente alla diocesi comasca.
Fu il Quadrio per primo, nelle sue Dissertazioni, nel 1756, a ipotizzare l'origine valtellinese dell'artista.
Nel 1958 Ugo Cavallari, stilando una genealogia della famiglia Venosta, ritrovò nell'archivio del Palazzo Visconti Venosta di Grosio un documento secentesco in cui Marcello pittore a Roma è definito originario di Mazzo in Valtellina.
Se Cavallari pone la parola fine sulle dispute intorno all'origine del pittore, la data e il luogo di nascita riportati nella maggior parte dei saggi sono ancora Como e 1512, mentre da un documento del 1560 (data del suo secondo matrimonio) si evince che il Venusti aveva compiuto 50 anni in quell'anno; la data di nascita esatta deve quindi essere 1510.